# Alejandro Goicoechea
Alejandro Goicoechea Omar (Elorrio, Vizcaya, España, 23 de marzo de 1895-Madrid, 30 de enero de 1984) fue un ingeniero e inventor español.

## Biografía

### Juventud y primeros años
Nació en Elorrio el 23 de marzo de 1895. Hijo de José María Goicoechea, farmacéutico de su villa natal, y de María Homar, estudió el bachillerato en los Jesuitas de Orduña para ingresar luego (1912) en la Escuela de Ingenieros del Ejército de Guadalajara. En 1918, terminados sus estudios, se incorporó con el grado de primer teniente al Regimiento de Ferrocarriles, dedicándose a la construcción del ramal ferroviario de Cuatro Vientos a Leganés, al tiempo que era profesor en la clase de Tracción. Por estos años, sirvió en Marruecos, en el sector de Larache, donde pasó varios meses. En 1921 se licenció, con el grado de capitán, siendo contratado poco después por la Compañía de Ferrocarriles de la Robla, en la que ocupó el cargo de jefe de materiales y tracción hasta el inicio de la Guerra Civil.

### Guerra Civil
En 1936 las autoridades del recién creado Gobierno Vasco le encomendaron la dirección de la defensa de Bilbao. Este sistema de trincheras, abrigos, nidos de ametralladoras de hormigón y otras fortificaciones fue diseñado por el coronel Alberto Montaud y Noguerol. Lo llevaron del papel al terreno los capitanes Alejandro Goicoechea y Pablo Murga, que fue fusilado. Cuando estos dos últimos faltaron, se hizo cargo de él Vicente Aguirre, ingeniero de caminos de la Diputación de Vizcaya. El Gobierno Provisional del País Vasco le dio a Goicoechea ese mismo día el grado de capitán que había alcanzado en el Ejército español y que el vizcaíno había abandonado en Madrid para trabajar en el ferrocarril de La Robla en Valmaseda.  
En 1937 desertó y ayudó al bando sublevado. La traición se llevó a cabo de noche en Bentabarri, en el puerto de Arlabán. Goicoechea se llevó consigo los planos del Cinturón de Hierro, facilitando los detalles, características y puntos débiles de la citada línea defensiva, que ayudaron a su ruptura el 12 de junio del mismo año, facilitando la entrada, días más tarde, de las tropas franquistas en la capital vizcaína.

### Carrera posterior

La locomotora del Talgo I.

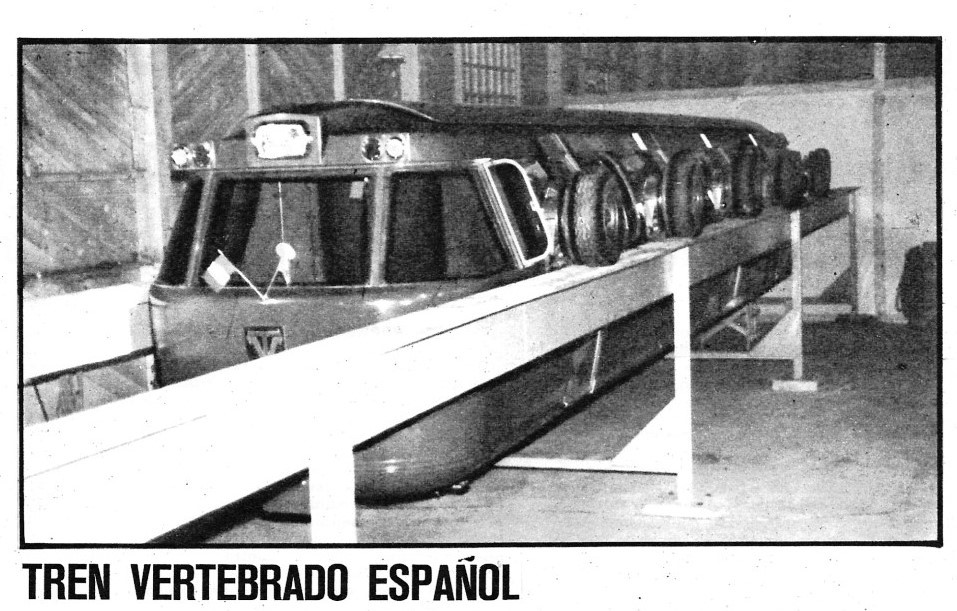
El tren vertebrado.

En 1938 comenzó el diseño y los preparativos del tren que se conocería con el nombre de Talgo (acrónimo de Tren Articulado Ligero Goicoechea-Oriol) y que empezó su andadura en el año 1941. Se asoció con el empresario vizcaíno José Luis Oriol para constituir la empresa Patentes Talgo en 1942. Goicoechea dirigió el diseño y la construcción del Talgo 0, Talgo I y del Talgo II. Los dos primeros fueron solo prototipos; en cambio, el Talgo II circuló comercialmente durante muchos años y la saga de los Talgos como empresa y como tren continúa en la actualidad.
Fue un ingeniero innovador en su tiempo. Si bien el Talgo prosperó y es su proyecto más conocido, otras ideas revolucionarias suyas no prosperaron por diversas razones: por ejemplo, el Tren Vertebrado de Gran Canaria o sus ideas para cruzar el estrecho de Gibraltar. Trabajó muchos años en el ferrocarril de La Robla y sus ideas intentaban aligerar el peso de los trenes con el objetivo de reducir el consumo y aumentar la velocidad. Actualmente, el transporte de mercancías por el sistema de contenedores o los ligeros trenes de alta velocidad comparten esa misma idea de aligeramiento.
Alejandro Goicoechea murió en Madrid el 30 de enero de 1984 a la edad de 88 años.